# Brecha sísmica
Una brecha sísmica, a veces también denominada  laguna sísmica, es una zona de relativa calma sísmica en un borde convergente entre placas tectónicas en la que, a pesar de tener una historia de sismicidad conocida, no se han producido terremotos ni ha presentado actividad sísmica relevante en los últimos treinta años. Otras definiciones no precisan un número absoluto de años de inactividad, poniendo como criterio que se supere el promedio de los intervalos de ocurrencia conocidos para ese segmento en la región.

## Implicancias del concepto: brecha sísmica e hipótesis asociada
El concepto en sí es complejo, puesto que la existencia de brechas sísmicas implica de algún modo otro concepto, el de «sismo característico»; no existe el uno sin el otro:

What are characteristic earthquakes? The "Working Group on California Earthquake Probabilities" gives the following brief definition of the characteristic earthquake hypothesis: "A fault segment is said to have a characteristic earthquake if it repeatedly slips in earthquakes of similar magnitude and if those earthquakes dominate the stress release for that segment"
¿Qué son los terremotos característicos? El Grupo de Trabajo sobre Probabilidades de Terremoto en California entrega la siguiente definición breve de la hipótesis de terremotos característicos: «Se dice que un segmento de falla tiene un terremoto característico si se producen terremotos de magnitud similar en repetidas ocasiones y si esos terremotos logran la liberación de la tensión acumulada para ese segmento»
Y.Y. Kagan y D.D. Jackson, New seismic gap hipotesis: Five years after

Algunos expertos han hecho además una distinción entre dos tipos diferentes de brechas sísmicas, intentando aclarar así las confusiones que genera el concepto. Un tipo se referiría a una laguna o hueco en la distribución espacial de las zonas de ruptura de los terremotos más grandes en un cinturón sísmico definido. Esta clase de brecha no solo se identificaría por los sismos a lo largo de los límites de las placas tectónicas, sino que también podrían definirse por sismos menores intraplaca. Otro tipo de brecha sería la que se define por los huecos en una secuencia de sismos que preceden a un gran terremoto. Esta segunda clase de brecha se denomina a veces «brecha premonitora» por el valor «predictivo» (más precisamente, de pronóstico) que se le asigna.
Más en general, un asunto es la definición («lo que es» una brecha sísmica) y otra cosa son sus supuestas implicancias. Respecto de esto último se habla de «hipótesis de brecha sísmica» (seismic gap hipotesis) y se distinguen principalmente dos:
- La «antigua» hipótesis (Fedotov 1965) basada solamente en el tiempo transcurrido desde el último sismo característico.[4]
- La «nueva» hipótesis (Nishenko y Sykes, 1993),[5] que adicionalmente considera una distribución probabilística de las magnitudes y los períodos de recurrencia de los sismos.[6]

Un supuesto central de la "nueva" hipótesis es que la mayor parte del desplazamiento de una zona de ruptura ocurre en grandes sismos que la
afectan en toda su extensión (cuestión que, según se ha comentado profusamente a raíz del terremoto de Iquique de 2014, pareciera no cumplirse en el caso del Norte Grande chileno).

## Algunos ejemplos de brechas sísmicas importantes

### En la zona de subducción de las costas del Pacífico

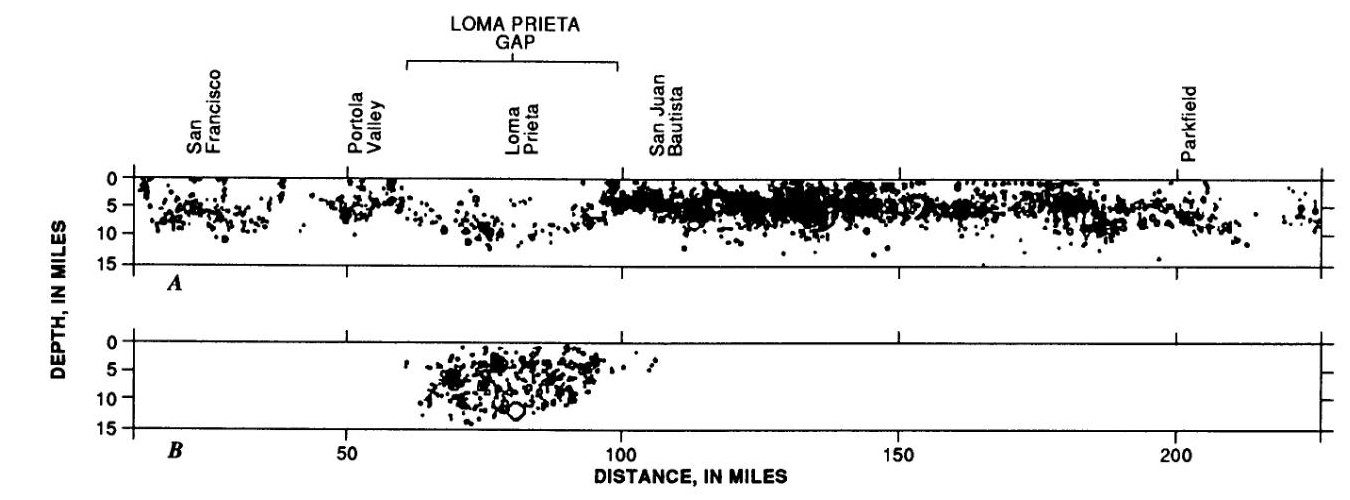
Las secciones transversales a lo largo de la falla de San Andrés mostrando el registro de actividad sísmica: A) 20 años antes del evento de Loma Prieta, B) El sismo principal (círculo grande) y las réplicas del terremoto de Loma Prieta.

En el Cinturón de Fuego del Pacífico se concentra cerca del 90% de la actividad sísmica del planeta y existen suficientes registros históricos que permiten definir las zonas que durante mucho tiempo no se han activado. Algunos ejemplos son los siguientes:
- Brecha de Iquique o brecha del Norte grande de Chile, donde entre el extremo sur del Perú y la ciudad chilena de Tocopilla no se presentaba desde 1877 ningún sismo de gran magnitud que tuviese su epicentro allí. Con el terremoto de Iquique de 2014 esta zona se activó, pero se produjeron rupturas solo en el tercio central de la extensión del borde convergente que componía la brecha, dando lugar a dos nuevas brechas (más al norte y más al sur de la zona de ruptura).[7]
- Brecha del Norte Chico de Chile, donde entre el sur de Copiapó y el norte de Valparaíso no existe actividad sísmica desde 1922.[8]
- Brecha de la región sur del Perú: El terremoto de 2001 que afectó al extremo sur peruano no logró producir deslizamientos en toda la zona de rompimiento. El último gran terremoto ocurrió en 1868 y con una magnitud de 9,0 MW provocó una ruptura de 500 kilómetros, segmento en el que se acumuló tensión durante 33 años. Inicialmente se pensó que el terremoto de 2001 había liberado la energía acumulada en la brecha pero estudios ulteriores demostraron que, aunque fue muy devastador y produjo grandes daños, solo rompió 350 kilómetros en el borde convergente (es decir, 150 menos que el de 1868).[9]
- Brecha de Guerrero en México, en la que desde 1908 no se presenta un terremoto de envergadura. La zona comprende aquella extensión de la región de la Costa Grande del estado de Guerrero, al sur de la zona de ruptura producida por el terremoto de Petatlán del 14 de marzo de 1979, que registró una magnitud de 7.6.[10] El Terremoto de Guerrero de 2021, significo el primer sismo mayor a 7,0MW en registrarse en la brecha en 110 años, sin embargo, no liberó la energía suficiente que sigue acumulándose desde 1911, aunque una parte del segmento ya rompió con un sismo entre abril y mayo de 2014 registrado entre Tecpan de Galeana y Petatlán, se espera que la parte restante se libere en un sismo de 7,8MW.[11]
- Brecha de Michoacán en México, es una brecha sísmica ubicada en el océano Pacífico mexicano, frente la costa de los estados de Michoacán y Guerrero. Hasta la llegada del Terremoto de México de 1985, tuvo mucha inactividad sísmica desde 1911 hasta 1973, cuando presentaria uno de los 4 sismos importantes que ayudarian a esta región a liberar toda la energía acumalada desde 1911. Los sismos del 19 y 20 de septiembre de 1985, que tuvieron una repercusión significativa para la Ciudad de México y que alcanzarán magnitudes entre 8,1MW y 7,6MW, liberaron toda la energía que se fue acumulando por de 74 años. El 19 de septiembre de 2022 se produjo un terremoto de magnitud 7.7, [12] el 12 de enero de 2025 se registró un terremoto de magnitud 6.1.[13]
- Brecha de Tehuantepec en México, es la brecha sísmica más antigua en acumular energía (más de 300 años), lo cual, la hace en la más peligrosas de aquel país. A lo largo de este periodo y hasta la llegada del Terremoto de Chiapas de 2017, solo se habían registrado muy pocos sismos de intensidad mayor a 7,0MW, los cuales no habían liberado parte de la energía que se ha ido acumulando a lo largo de 3 siglos. No fue hasta el 7 de septiembre de 2017, cuando un sismo de 8,2MW con epicentro en Pijijiapan, Chiapas liberó una gran cantidad de la energía acumulada a lo largo de más de 3 siglos.[14]
- Brecha de Jalisco es una brecha sísmica en Jalisco con una longitud de 230 km de largo y 80 km de ancho desde Cihuatlan hasta Puerto Vallarta. También es conocida como brecha de Puerto Vallarta o gap Vallarta. No ha tenido un terremoto mayor a 7 (7.1 a 7.5) desde el 29 de septiembre de 1950 tampoco ha tenido un terremoto de magnitud mayor a 7.5 desde el terremoto de Jalisco de 1932.

- Brecha de Loma Prieta en Estados Unidos, en la que antes del terremoto de 1989, este segmento del sistema de la falla de San Andrés registró mucha menos actividad sísmica que otras partes de la falla. El sismo principal y las réplicas del evento se produjeron dentro de esta brecha sísmica.[15]
- Brecha de Nicoya, donde desde octubre de 1950 no se ha producido ningún terremoto importante. En 1990 y 1992 se registraron dos sismos en la zona, uno a la entrada del Golfo de Nicoya, al sureste, y otro al noroeste, frente a Nicaragua. Estos dos eventos delimitan un sector con actividad anormalmente baja que constituye la brecha. En este segmento de Nicoya han ocurrido sismos de gran magnitud en 1853, 1900 y el último de ellos en 1950.[16] En América Central, la principal característica de la tectónica es el encuentro de la placa de Cocos con la placa del Caribe y el bloque de Panamá, y la consecuente subducción, a velocidades de entre 70 y 90 milímetros por año. Para esta gran zona de subducción, Protti et al. (2001) han propuesto una subdivisión en cinco segmentos de acuerdo con sus características geomorfológicas y a los registros de sismicidad: 
  1. Nicaragua-Papagayo;
  2. Nicoya;
  3. Cóbano-Herradura;
  4. Quepos-Sierpe; y
  5. Osa-Burica.

En el segmento de Nicoya se generan los sismos de gran magnitud (superiores a 7 grados), pero es a la vez el segmento donde hay mayor quiescencia en el período intersísmico.
- Brecha de las islas Kuriles Centrales en Rusia, donde inmediatamente después del terremoto del Océano Índico de 2004, en un análisis de las brechas sísmicas del océano Pacífico, se identificó al segmento de las Kuriles centrales de la zona de subducción de la fosa de las Kuriles como la más probable que dé lugar a un gran terremoto. La zona no experimentaba ningún gran terremoto desde 1780, hasta los eventos de 8,3 del 15 de noviembre de 2006 y de 8,2 del 13 de enero de 2007.[18]
- Japón Oriental – Honshū y Hokkaidō orientales. Los siete segmentos principales con sismos característicos definidos por Nishenko (1989) fueron los siguientes: 
  - Nemuro – Oki, con sismos característicos (SC) en 1894 y  1973 (MW=7,8 pronosticado por Fedotov en 1965);
  - Tokachi – Oki (144.5°-146.5° E), SC en 1843 y  1952 (MW=8,1);
  - Tokachi – Oki (142°-144° E), SC en 1677 (MS=8,1), 1763 (MS=7,7), 1856 (MS=7,7) y 1968 (MW=8,2)
  - Sanriku – Oki, SC en 1611 (MS=8,1), 1793 (MS=7,1) y 1897 (MS=7,6);
  - Miyagi Oki, SC en 1978 (MS=7,4) y eventos regulares en los últimos 350 años;
  - Shioya Oki, SC en 1938 (MS=7,1-7,7), 5 eventos en ese año, aparentemente únicos eventos en los últimos mil años; y
  - Península Boso, SC en 1703 (MS=8,2) y 1923 (MW=7,9).
- Japón Sudoccidental – Honshū Occidental. En esta zona, Nishenko (1989) delimitó los siguientes segmentos:	
  - Fosa Nankai, SC en 1707 (M=8,4) y 1854 (M=8,4); y
  - Tokai gap, SC en 1944 (MW=8,1) y 1946 (MW=8,1).

El terremoto del 11 de marzo de 2011, de magnitud 9,0 MW se produjo en una brecha sísmica de la fosa japonesa. Su epicentro fue en el Océano Pacífico, a unos 130 km al este de Sendai, Honshu. Debido a que en esta latitud la Placa del Pacífico subduce bajo la Placa de Ojotsk a una velocidad conocida (de unos 8,3 centímetros por año), se esperaba que se hubiese acumulado gran tensión desde el último sismo de envergadura (en 1994), sin embargo por los estudios previos de los intervalos, de los sismos característicos y por la situación geomorfológica de estas costas, el cálculo más probable de los sismólogos era que se diera una magnitud de entre 8 y 8,5 grados.

### En elCinturón Alpino-Himalayo

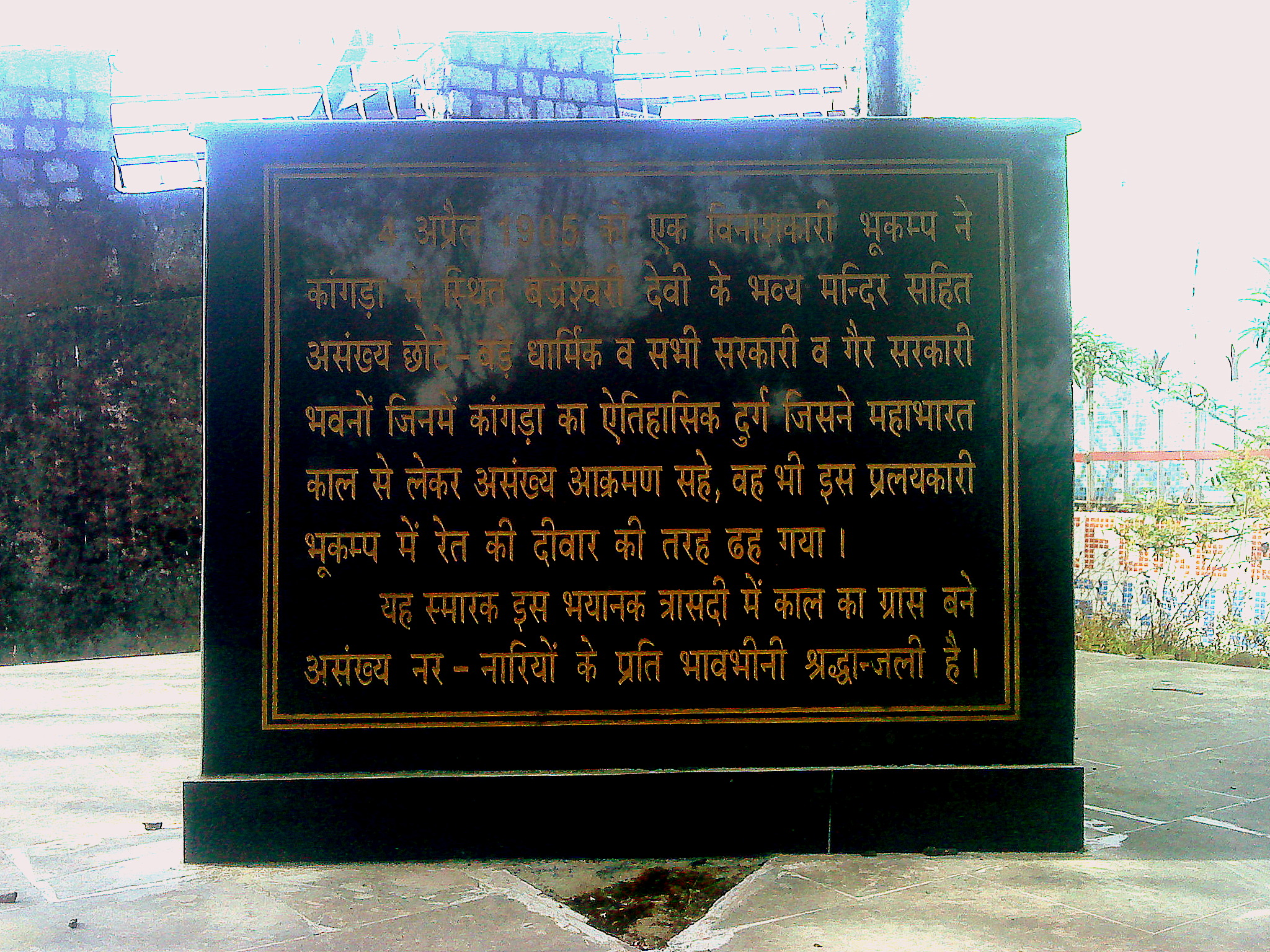
Placa en hindi en memoria de las víctimas del terremoto de 1905. Fuerte de Kangra

- Brecha sísmica central del Himalaya: El Himalaya es en su conjunto un escenario sísmico, donde históricamente se han concentrado terremotos de magnitudes significativas (entre 7,5 y 8,5 grados). En la primera mitad del siglo XX ocurrieron allí cuatro terremotos (en los años 1897, 1905, 1934 y 1950) con gran liberación de energía. Debido a que el último de ellos ocurrió en 1950 y a que desde entonces la zona ha permanecido sísmicamente inactiva, se le clasifica entre las brechas importantes del cinturón. El segmento central del Himalaya se ha considerado como particularmente vulnerable, basándose los expertos en el registro de un gran terremoto (8,0) de límite de placa. En la región se conocen además otros dos eventos sin registro preciso (en 1505 y 1803) descritos por diversos autores y cronistas como grandes terremotos. Algunos estudios recientes han cuestionado la validez de esta hipótesis, sugiriendo que estos terremotos no deberían clasificarse como los característicos de límite de placa y aportando asimismo otro modelo explicativo de mayor intervalo, donde los ejes frontales del Himalaya podrían someterse a una quiescencia milenaria en lo que respecta a la generación de grandes terremotos, porque la tensión se resolvería con deformación tectónica, haciendo innecesaria la ocurrencia de megaterremotos frecuentes de magnitudes cercanas a 8 grados.[19]